# Thapunngaka
Thapunngaka is een geslacht van uitgestorven pterosauriërs, behorende tot de Pterodactyloidea, dat tijdens het Vroeg-Krijt leefde in het gebied van het huidige Australië. De enige benoemde soort is Thapunngaka shawi.

## Vondst en naamgeving
Twaalf kilometer ten noordwesten van Richmond in New South Wales, Wanamara Country, werd een steengroeve ontgonnen om een weg te verharden. Deze doorsneed een vier tot vijf meter dikke laag fossielhoudend gesteente. Juni 2011 ging de gouddelver ofwel fossicker Len Shaw er in graven of hij er iets van zijn gading kon vinden. Daarbij stuitte hij op een stuk kaak van een pterosauriër. Dat werd verder opgegraven en geprepareerd door paleoartist Paul Stumkat. De locatie werd later de Free Fossil Hunting Site 1.
In 2021 werd de typesoort Thapunngaka shawi benoemd en beschreven door Timothy M. Richards, Paul E. Stumkat en Steven W. Salisbury. De geslachtsnaam is een combinatie van het Wanamara thapun, 'speer', en ngaka, 'mond'. De soortaanduiding eert Shaw als ontdekker. Het is de vierde Australische pterosauriër die benoemd is.

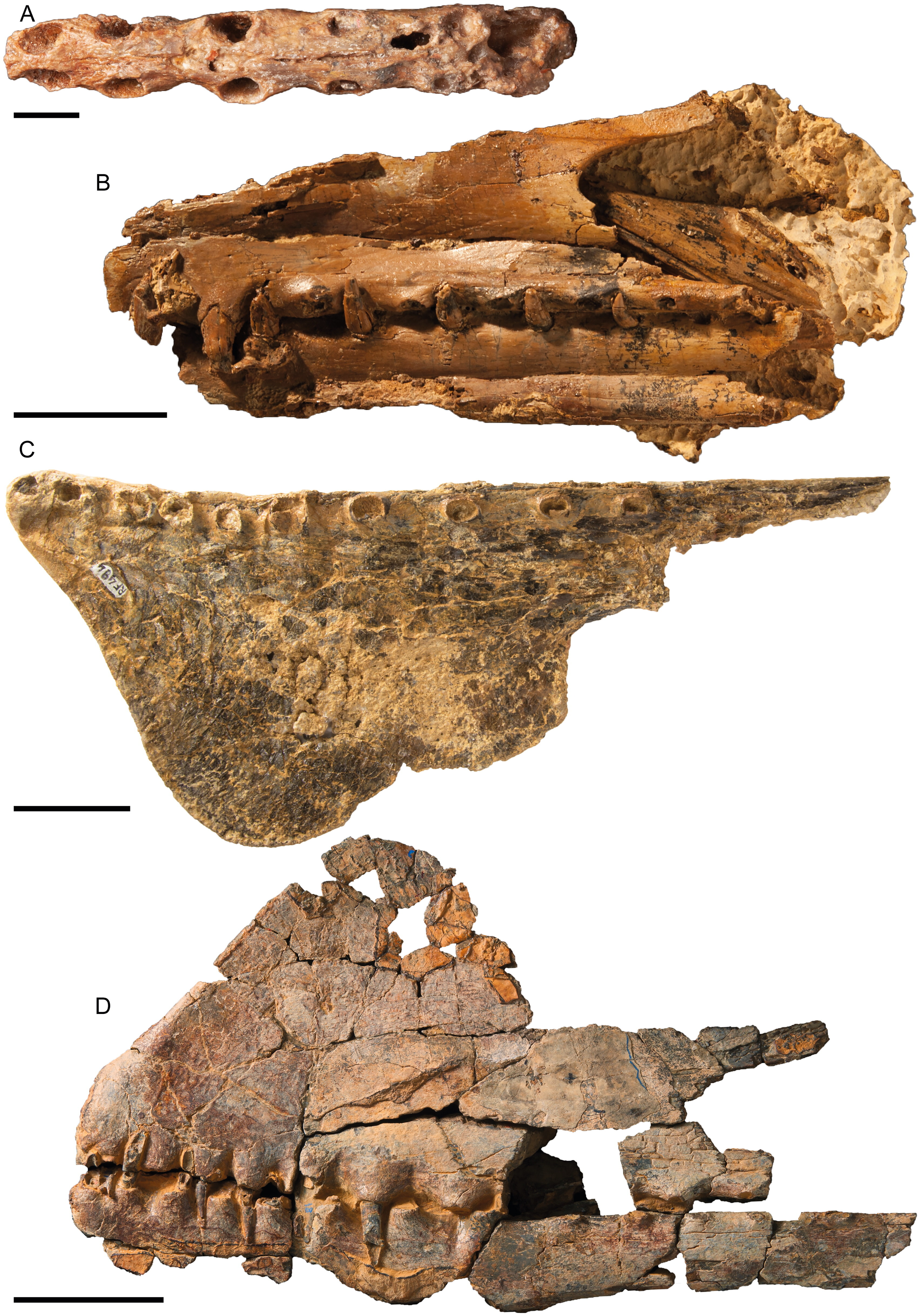
Het holotype onder C

Het holotype KKF494 is gevonden in een laag van de Toolebucformatie die dateert uit het bovenste Albien, ongeveer 110 miljoen jaar oud. Het bestaat uit de voorste symfyse van de voorkant van de gepaarde onderkaken. De splenialia en angulares ontbreken. Aan de rechterzijde zijn dertien lege tandkassen bewaard, aan de linkerzijde tien tandkassen. Het fossiel is niet sterk samengedrukt. Het maakt deel uit van de collectie van het Kronosaurus Korner Regional Museum, waarvan Stumkat de directeur is.
In 2023 werd een tweede specimen toegewezen, KKF600, bestaande uit een deel van de snuit, juni 2011 door Ian Bool gevonden in de Cambridge Quarry. Dit was de eerste keer dat van een Australische pterosauriër meer gevonden werd dan alleen het holotype, beklemtonend hoe zeldzaam zulke vondsten zijn op dat continent.

## Beschrijving

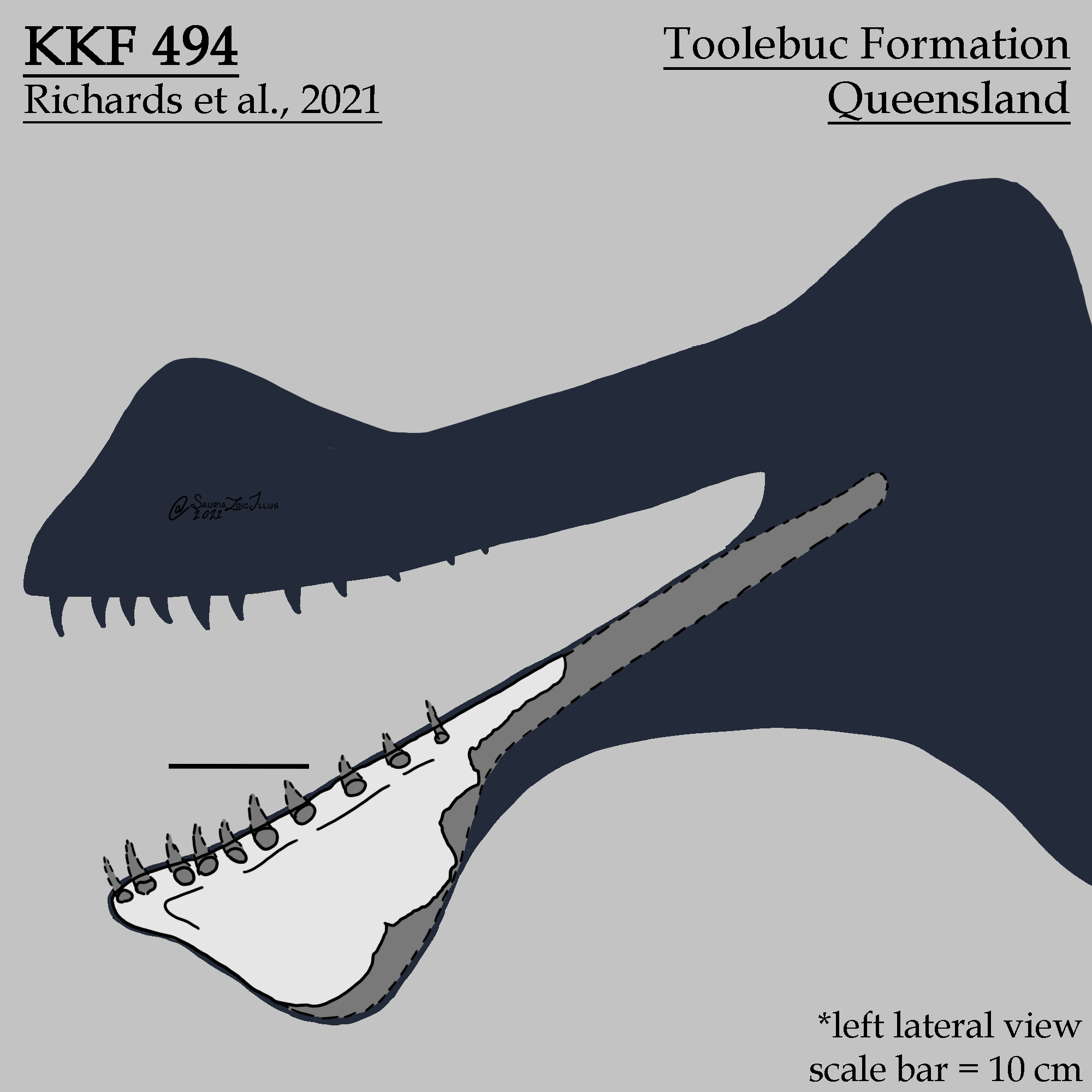
Diagram van het holotype

### Grootte en onderscheidende kenmerken
Thapunngaka is een vrij grote soort. De vleugelspanwijdte van het holotype is geschat of zes à zeven meter. Het toegewezen exemplaar is kleiner met een vlucht van vijf à zes meter.
De voorste onderkaken hebben een bewaarde lengte van 303 millimeter. Daaruit kon een vleugelspanwijdte geschat worden door vergelijking met verwanten. Extrapolatie vanuit Tropeognathus mesembrinus (specimen SNSB-BSPG 1987 I 46) leverde een vlucht van 947 centimeter op, vanuit Anhanguera piscator (NSM-PV 19892) 583 centimeter, vanuit Anhanguera araripensis (SNSB-BSPG 1982 I 89) 606 centimeter, vanuit Anhanguera spielbergi (RGM 401 880) 705 centimeter, en vanuit Anhanguera robustus (SNSB-BSPG 1987 I 47) 673 centimeter. De anhanguerasoorten suggereren dus een spanwijdte van een kleine zes tot ruim zeven meter en Tropeognathus van ruim negen meter. De beschrijvers meenden dat de onderkaken van Thapunngaka het meest leken op Anhanguera piscator en een spanwijdte van zes tot zeven meter dus een betere schatting was dan negen meter.
De beschrijvers wisten enkele onderscheidende kenmerken vast te stellen. Sommige daarvan zijn autapomorfieën, unieke afgeleide eigenschappen. Het bovenvlak van de voorzijde van de vergroeide gepaarde onderkaken is plat in het midden, zonder lengtegroeve. Het derde en zesde tandenpaar van de onderkaken zijn het grootst en ongeveer even groot. De zesde tot en met dertiende tandkas staan op de buitenzijde van de kaak. De afstanden tussen de tandkassen lopen naar achteren geleidelijk op tot en met de zesde tandkas. Tussen de zevende en achtste tandkas is er een abrupte vergroting van de tussenafstand, tweemaal die tussen de zesde en zevende tandkas.
Daarnaast onderscheidt Thapunnggaka zich van alle andere bekende Anhangueria door een unieke combinatie van op zich niet unieke kenmerken. De gepaarde onderkaken hebben op de onderzijde in de lengterichting een plaatvormige kam of kiel die van voor naar achter asymmetrisch is en een licht bolle voorrand heeft (deze bouw wordt gedeeld met Anhanguera robustus). De kam op de onderzijde van de onderkaken begint bij de kaakpunt (gedeeld met Tropeognathus mesembrinus en Ferrodraco lentoni). De voorzijde van de gepaarde onderkaken is slechts licht zijwaarts verbreed (gedeeld met Tropeognathinae). De voorzijde van de onderkaken is in zijaanzicht naar boven gebogen (gedeeld met de anhanguerasoorten, Brasileodactylus araripensis en Guidraco venator).
In 2023 werden enkele aanvullende autapomorfieën gegeven. Het verhemelte is plat. ook in het bovenkaaksbeen is het derde en zesde tandenpaar het grootst. De derde tot en met dertiende tanden staan buitenwaarts op de snuit. De eigenaardigheden van de onderlinge afstanden doen zich ook voor in de snuit.
Ook het aantal kenmerken van de unieke combinatie kon worden uitgebreid. De snuitkam begint aan het begin van de snuitpunt. Ook de snuit is licht verbreed. Ook de snuit is vooraan licht naar boven gebogen, ook hier beginnend tussen het vierde en vijfde tandenpaar (wat voor de onderkaak in 2021 nog niet onderkend werd).

### Skelet
Het meest opvallende kenmerk van het holotype is een enorme kiel die van de voorste onderzijde van de onderkaken naar beneden steekt. Daarvan maakt de voorrand een veel steilere hoek dan de achterrand. Die voorrand is licht bol, direct na de kaakpunt steil dalend tot een punt onder het zesde tandenpaar waar een hoogte van 124 millimeter bereikt wordt. De achterrand is licht bol en kan gevolgd worden tot onder het negende tandenpaar. Men nam in 2021 aan dat dit ongeveer het achterste punt is; erachter is wellicht de onderrand van de kaaktak te zien. In vooraanzicht hebben de kaken een driehoekige doorsnede.
De symfyse van de onderkaken is overdwars zeer dun, bovenop slechts 16,6 millimeter ter hoogte van het eerste tandenpaar, naar achteren versmallend naar 12,3 millimeter ter hoogte van het vierde tandenpaar en 8,2 millimeter tussen het vijfde tandenpaar. Dit zou de werkelijke toestand vertegenwoordigen en niet het gevolg zijn van compressie van het fossiel. Het achterdeel van de kaken heeft een rechte bovenrand maar voor het vijfde paar steekt die rand schuin omhoog onder een hoek van 20°. Het stuk voor het tweede paar toont daarbij nog een lichte bolling.
De tandkassen hebben een ovale dwarsdoorsnede. Het totaal van tanden in de onderkaken bedraagt minstens zesentwintig. Het waarschijnlijke totaal werd op dertig à veertig geschat. In vooraanzicht staan de eerste tanden op de buitenste bovenhoeken. Ze liggen direct achter de kaakpunt en waren vermoedelijk schuin naar voren en boven gericht. Ook de tweede tot en met zesde tanden staan op de kaakrand. De tanden daarachter liggen nog lager op de buitenwanden van de dentaria. Het derde tandenpaar was vermoedelijk het grootst, gevolgd door het zesde paar. Veel Ornithocheiridae bezitten zulke 'dubbele pieken' op de voorste onderkaken. De tweede, vierde, zevende en achtste tanden zijn kleiner dan deze tanden, ongeveer gelijk in grootte aan elkaar en duidelijk groter dan de eerste en vijfde tanden, die ook weer ongeveer even groot zijn. Van de negende tandkas af worden de tanden geleidelijk kleiner. De afstand tussen de tandkassen neemt naar achteren geleidelijk toe maar verdubbelt abrupt tussen de zevende en achtste tand. Van de vierde tand af, beginnen de tanden aan de rechterzijde naar achteren te schuiven ten opzichte van de linkerzijde. Van de derde tand af worden de tandkassen omringd door een robuuste opstaande rand. Dit is typisch voor Australische Anhangueridae. Tussen de tweede en zevende tand is de buitenwand van de kaak  tussen de tandposities diep gegolfd en doorboord door kleine foramina, vermoedelijk voor aderkanalen.

## Fylogenie
In 2021 plaatste een kladistische analyse Thapunngaka binnen de Anhangueridae in de Tropeognathinae, in een kam of polytomie met Mythunga camara en Ferrodraco lentoni, beide ook Australische soorten. Een tweede analyse, de gegevensverzameling van Brain Andres gebruikend, leverde een andere stamboom op, waarin Thapunngaka met Mythunga, Ferrodraco en Ornithocheirus simus een klade vormt die niet in de Anhangueridae staat maar in de Ornithocheiridae waarbinnen Tropeognathus dan basaal geplaatst is.
In 2023 werd Thapunngaka in een nieuw benoemde klade Mythungini geplaatst.
Het volgende kladogram toont hun verwantschappen:
|  | Coloborhynchinae |
|  |                  |
|  | Anhanguerinae    |
|  |                  |

|  | Siroccopteryx |
|  |               |
|  | Tropeognathus |
|  |               |
|  | Amblydectes   |
|  |               |

|  | Ferrodraco  |
|  |             |
|  | Thapunngaka |
|  |             |
|  | Mythunga    |
|  |             |

|  | Siroccopteryx |
|  |               |
|  | Tropeognathus |
|  |               |
|  | Amblydectes   |
|  |               |

|  | Ferrodraco  |
|  |             |
|  | Thapunngaka |
|  |             |
|  | Mythunga    |
|  |             |

|  | Siroccopteryx |
|  |               |
|  | Tropeognathus |
|  |               |
|  | Amblydectes   |
|  |               |

|  | Ferrodraco  |
|  |             |
|  | Thapunngaka |
|  |             |
|  | Mythunga    |
|  |             |

|  | Siroccopteryx |
|  |               |
|  | Tropeognathus |
|  |               |
|  | Amblydectes   |
|  |               |

|  | Ferrodraco  |
|  |             |
|  | Thapunngaka |
|  |             |
|  | Mythunga    |
|  |             |

|  | Coloborhynchinae |
|  |                  |
|  | Anhanguerinae    |
|  |                  |

|  | Siroccopteryx |
|  |               |
|  | Tropeognathus |
|  |               |
|  | Amblydectes   |
|  |               |

|  | Ferrodraco  |
|  |             |
|  | Thapunngaka |
|  |             |
|  | Mythunga    |
|  |             |

|  | Siroccopteryx |
|  |               |
|  | Tropeognathus |
|  |               |
|  | Amblydectes   |
|  |               |

|  | Ferrodraco  |
|  |             |
|  | Thapunngaka |
|  |             |
|  | Mythunga    |
|  |             |

|  | Siroccopteryx |
|  |               |
|  | Tropeognathus |
|  |               |
|  | Amblydectes   |
|  |               |

|  | Ferrodraco  |
|  |             |
|  | Thapunngaka |
|  |             |
|  | Mythunga    |
|  |             |

|  | Siroccopteryx |
|  |               |
|  | Tropeognathus |
|  |               |
|  | Amblydectes   |
|  |               |

|  | Ferrodraco  |
|  |             |
|  | Thapunngaka |
|  |             |
|  | Mythunga    |
|  |             |

## Levenswijze
Thapunngaka werd in 2021 als een viseter gezien. De Eromangazee zou een rijke voedselbron voor visetende Pterosauria zijn geweest; Thapunngaka zou een bewijs zijn voor een rijke radiatie van anhangueriden op het zuidelijk halfrond.
Thapunngaka heeft geen prey grab ofwel verbreed voorste uiteinde om vissen te grijpen. De dunne kaken kunnen door het water gekliefd hebben, daartoe ondersteund of versterkt door de hoge voorste kiel. Salisbury vermoedde ook een aerodynamische functie van de kiel, als luchtroer.